# Etruria campana

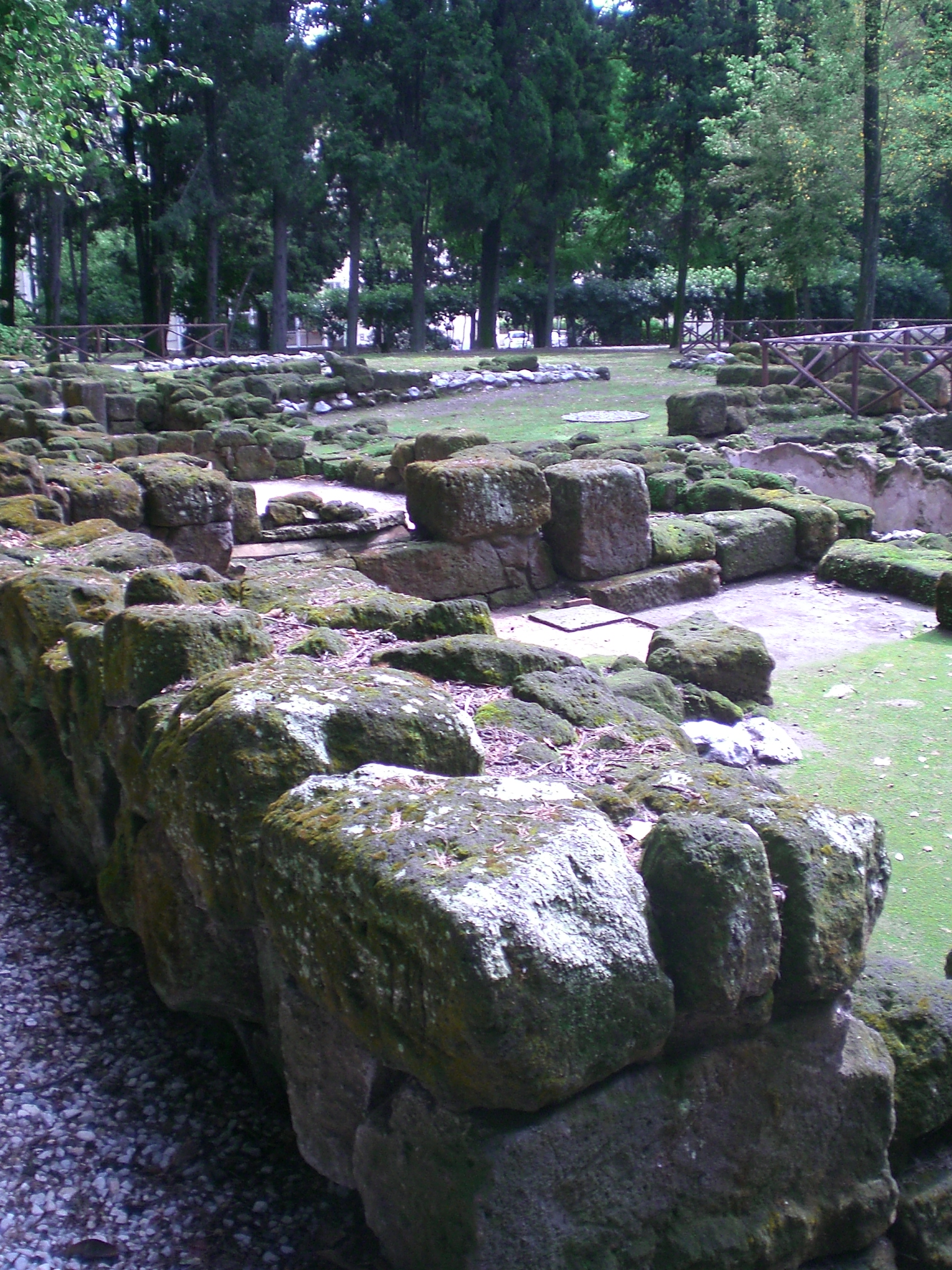
Rovine etrusche di Fratte (Salerno)

L'Etruria campana era il territorio controllato direttamente dagli Etruschi nella Campania antica.

## Storia
Strabone ricorda come gli Etruschi, estendendo il loro dominio anche in Campania sino all'Agro Picentino (nel Salernitano), vi avessero fondato ben dodici città, replicando il modello della dodecapoli già conosciuto nell'Etruria propriamente detta. Fra tutte (Nola, Nocera, Ercolano, Pompei, Sorrento, Marcina, Velcha, Velsu, Irna, Uri, Hyria) Capua avrebbe rivestito un ruolo di particolare rilievo.
Già a partire dal IX secolo a.C. genti protoetrusche della cultura villanoviana si insediano stabilmente in Campania costruendo villaggi di capanne, particolarmente attorno ai centri di Capua e Pontecagnano. La civiltà etrusca del VII-VI secolo a.C. porta ad una generale etruschizzazione dei villaggi villanoviani, dandovi un assetto urbanistico ed apportandovi un'evoluzione societaria.
Come in patria e nell'Etruria padana essi organizzano il loro dominio campano in una dodecapoli simile a quella in Toscana, di cui facevano parte città come Nocera, Capua, Pontecagnano, Salerno, Nola e Acerra, e forse Suessola, Ercolano, Pompei, Sorrento.
La Campania è una terra fertile che, nel corso dei secoli, ha suscitato l'interesse di numerosi popoli, ed è proprio la messa a coltura di nuove terre che spinse in una prima fase i Tirreni alla colonizzazione di questa regione, con particolare interesse verso le due aree più fertili: la pianura attorno a Capua e l'Agro Picentino (nel Salernitano), attorno ai fiumi Volturno e Picentino.
La Campania costituiva, inoltre, un naturale punto di passaggio sulle rotte commerciali della Sicilia e del Mediterraneo orientale, per cui il possesso di questa regione garantiva il controllo dell'accesso al mar Tirreno. L'insediamento di coloni greci in Campania fin dall'VIII secolo a.C. (fase pre-coloniale) avvenne con il pieno accordo e sostegno degli etruschi che ne erano motivati dall'importanza economica delle relazioni commerciali con l'oriente ellenico.
A partire dal VII secolo a.C. la colonizzazione etrusca conobbe una seconda fase, caratterizzata dalla preminenza dei traffici commerciali che ne rese floride le città, tra cui la più prospera ed importante della Campania: Capua.

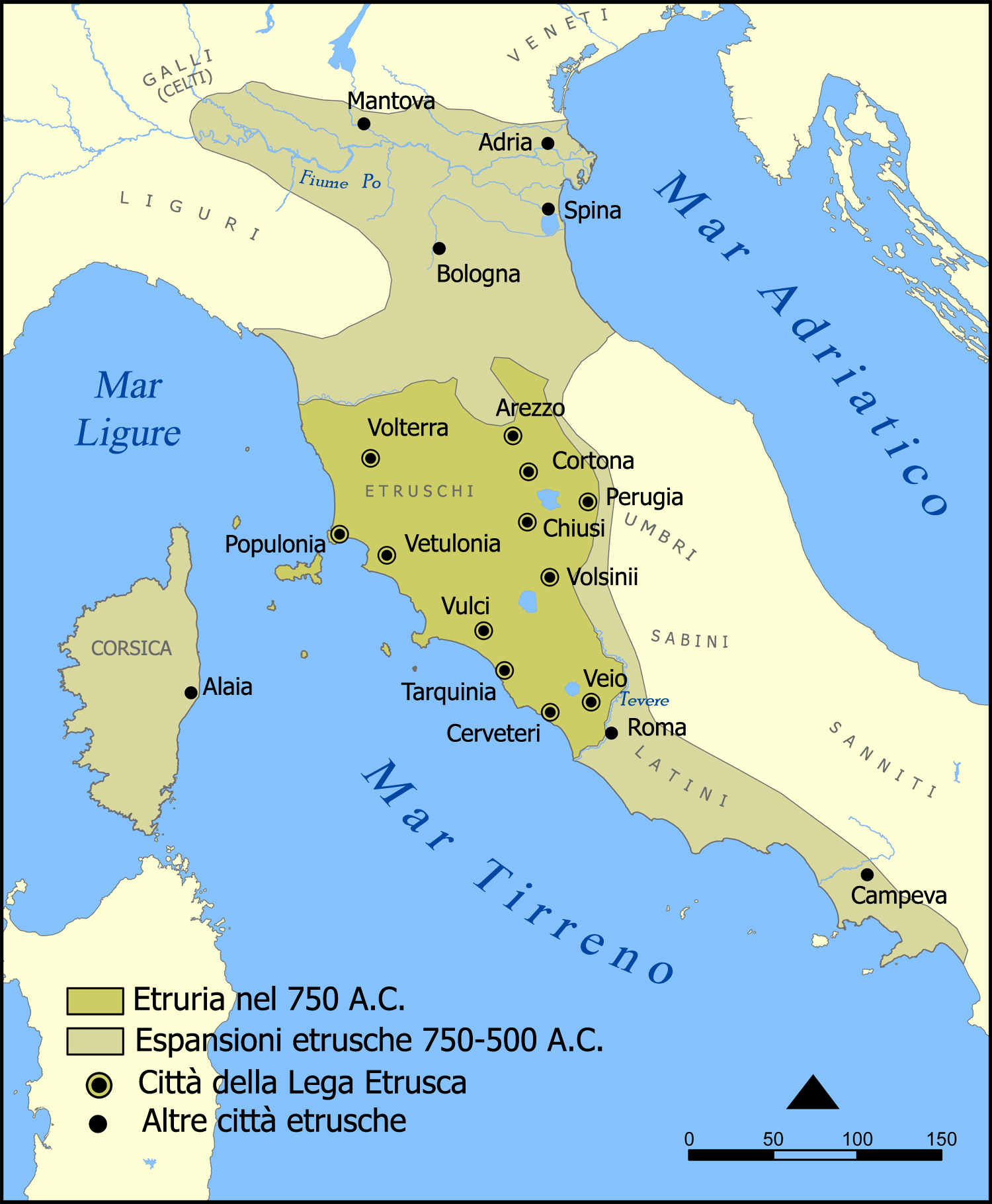
Cartina con i maggiori centri Etruschi, ed "espansione" della civiltà etrusca nel corso dei secoli (750-500 a.C.)

In questo secolo l'egemonia tirrena si fa sentire in modo determinante in tutto il territorio campano. Nel VI secolo a.C. a Capua, centro principale dell'Etruria campana, compare una nuova compagine sociale, resa più omogenea dalla ormai radicata dimensione urbana che si sostituisce alle aristocrazie gentilizie del secolo precedente.
Nel VI-V secolo a.C. l'aumento dell'attività produttiva faceva salire la pressione del proletariato in tutte le città (etrusche, greche ed anche osche) della Campania. Le aristocrazie etrusche e greche rispettivamente di Capua e Cuma si trovano ad essere naturali alleati gli uni degli altri. Le tensioni politiche interne delle grandi città finivano per coinvolgere le élite dei maggiori centri urbani italici che venivano ad omologarsi con le élite etrusche e greche.
L'arresto generale dell'espansione etrusca cominciò sul finire del VI secolo a.C. e fu seguita dal suo declino nel V secolo a.C. Prima fu Roma a liberarsi dalla supremazia dei Tirreni con la cacciata, verso il 510 a.C., dei Tarquini; poi se ne liberarono i Latini nel 506 a.C. In questo modo, gli avamposti etruschi in Campania rimasero isolati e si indebolirono dopo la sconfitta navale che essi subirono a Cuma nel 474 a.C. (Battaglia di Cuma) ad opera della flotta siceliota siracusana, guidata da Ierone I.
Nel 453 a.C. ancora una flotta siciliana devastò, incontrastata, i porti commerciali dell'Etruria interna; la potenza etrusca era ormai in pieno declino. Di lì a poco l'Etruria campana sarebbe stata definitivamente sopraffatta delle popolazioni Italiche.
Nel 423 a.C. Capua viene conquistata dagli Osci campani.

## Principali località
- Capua (Capeva in etrusco, Kapu in osco)
- Nocera (Nuvkrinum Alafaternum in sannita)
- Acerra (Akeru in osco)
- Castel Volturno (in antico Volturnum)
- Pompei
- Ercolano
- Caiazzo (in antico Caiatia)
- Calatia
- Sorrento
- Vietri sul Mare (in antico Marcina[6])
- Nola (in etrusco Hyria e poi ausonico Nuvla)
- Stabiae
- Suessula
- Fratte (in antico Marcina[7] o in alternativa Irna[8])
- Pontecagnano Faiano (in antico Piacentia)